# Lusia Harris
Pour les articles homonymes, voir Harris.
Lusia Harris-Stewart, née le 10 février 1955 à Minter City, dans l'État du Mississippi, et morte le 18 janvier 2022 à Greenwood (Mississippi), est une ancienne joueuse américaine de basket-ball. Elle évoluait au poste de pivot.

## Biographie
Lusia Harris fait une carrière fantastique en AIAW (niveau universitaire). Elle remporte trois titres consécutifs avec son université de Delta State University. Sur les 115 matchs disputés avec son équipe elle tourne à une moyenne de 25.9 points, 14.5 rebonds le tout à 63% au tir. Lusia Harris a la particularité d'avoir été sélectionnée par le Jazz de La Nouvelle-Orléans lors de la draft 1977 de la NBA au 137e rang. Elle est devenue la deuxième femme après Denise Long en 1969 à avoir été draftée par une équipe NBA. Cependant, la sélection de Denise Long a été annulée par la NBA, ce qui fait d'Harris la seule et unique femme à ce jour à avoir été officiellement draftée en NBA. Lusia Harris décline l'offre du Jazz de participer à leur camp d'entraînement car celle-ci était enceinte. Elle ne joua jamais en NBA et elle ne dispute qu'une seule saison en professionnel avec l'équipe WPBL des Angels de Houston en 1979-1980. À 25 ans, elle met un terme à sa carrière professionnelle. Elle est par la suite la première afro-américaine intronisée au Basketball Hall of Fame en 1992.

## Palmarès
- Finaliste des Jeux olympiques 1976
- Vainqueur des Jeux panaméricains de 1975
- Vainqueur du tournoi de basket-ball féminin AIAW 1975, 1976, 1977
- Intronisée au Basketball Hall of Fame en 1992
- Intronisée au Women's Basketball Hall of Fame en 1999

## Hommage
Le court métrage documentaire The Queen of Basketball lui est consacré en 2021, et remporte l'Oscar du meilleur court métrage documentaire en 2022.